# Plascheid
Plascheid ist eine Ortsgemeinde im Eifelkreis Bitburg-Prüm in Rheinland-Pfalz. Sie gehört der Verbandsgemeinde Südeifel an.

## Geographie
Plascheid liegt im Naturpark Südeifel. Zur Gemeinde gehört auch der Wohnplatz Beyerhof.
Nachbarorte von Plascheid sind die Ortsgemeinden Ammeldingen bei Neuerburg im Nordwesten, Heilbach im Norden, Uppershausen im Nordosten, Scheuern im Südosten und die Stadt Neuerburg im Süden.

## Geschichte
Der erste bekannte urkundliche Nachweis stammt aus dem Jahre 1450. Der Ortsname ist in den Formen Planischit, Plonscheid, Plainscheid, Plainscht zurückzuverfolgen und geht vermutlich auf das lateinische Wort planus (= weit, eben, offen) zurück. Spuren des Orts weisen bis ins 13. Jahrhundert zurück. Bis zur Annexion durch französische Revolutionstruppen 1794/95 gehörte Plascheid zur Grundherrschaft der Grafschaft Vianden im Herzogtum Luxemburg und war Sitz einer Meierei mit den Orten Berkoth, Burscheid, Itzfelderhof, Fischbach, Heilbach, Alferhof, Wehrhausen, Windhausen, Scheuern, Altscheuern und Uppershausen.
Durch die französische Inbesitznahme des Linken Rheinufers wurde Plascheid Teil der Französischen Republik (bis 1804) und anschließend des Französischen Kaiserreichs. Der Ort gehörte nun zur Mairie Ammeldingen, die dem Arrondissement Bitburg im Wälderdepartement zugeordnet war. Nach der Niederlage Napoleons kam Plascheid aufgrund der 1815 auf dem Wiener Kongress getroffenen Vereinbarungen zum Königreich Preußen. Aus der Mairie wurde die Bürgermeisterei Ammeldingen, die dem Kreis Bitburg des Regierungsbezirks Trier angehörte, der 1822 Teil der neu gebildeten preußischen Rheinprovinz wurde. Die Bürgermeisterei Ammeldingen bestand bis 1861 und ging dann in der Bürgermeisterei Neuerburg-Land auf.
Nach dem Ersten Weltkrieg zeitweise französisch besetzt und nach dem Zweiten Weltkrieg der französischen Besatzungszone zugeordnet, ist der Ort seit 1946 Teil des damals neu gebildeten Landes Rheinland-Pfalz.
Statistik zur Einwohnerentwicklung
Die Entwicklung der Einwohnerzahl von Plascheid, die Werte von 1871 bis 1987 beruhen auf Volkszählungen:
| Jahr | Einwohner |
| ---- | --------- |
| 1815 | 36        |
| 1835 | 71        |
| 1871 | 72        |
| 1905 | 85        |
| 1939 | 91        |
| 1950 | 84        |
| 1961 | 86        |

| Jahr | Einwohner |
| ---- | --------- |
| 1970 | 84        |
| 1987 | 82        |
| 1997 | 83        |
| 2005 | 68        |
| 2011 | 87        |
| 2017 | 79        |
| 2023 | 97        |

## Politik

### Gemeinderat
Der Ortsgemeinderat in Plascheid besteht aus sechs Ratsmitgliedern, die bei der Kommunalwahl am 9. Juni 2024 in einer Mehrheitswahl gewählt wurden, und dem ehrenamtlichen Ortsbürgermeister als Vorsitzendem.

### Bürgermeister
Jürgen Eckes wurde am 28. November 2019 Ortsbürgermeister von Plascheid. Da bei der Direktwahl am 26. Mai 2019 kein gültiger Wahlvorschlag eingereicht wurde, oblag die Neuwahl des Bürgermeisters gemäß rheinland-pfälzischer Gemeindeordnung dem Rat, der sich für Eckes entschied. Für die Direktwahl am 9. Juni 2024 wurde erneut kein Wahlvorschlag eingereicht. Jürgen Eckes wurde vom neu gewählten Rat am 8. Juli 2024 für weitere fünf Jahre in seinem Amt bestätigt.
Der Vorgänger von Eckes, Harald Gasper, hatte das Amt im August 2018 niedergelegt. Übergangsweise hatte danach der damalige Erste Beigeordnete Michael Lehnen die Amtsgeschäfte geführt.

### Wappen
| Wappen von Plascheid | Blasonierung: „Unter durch silber-schwarz-silberne Leiste unterstütztem, silber über grün durch Zinnenschnitt geteiltem Schildhaupt, mit roter Doppelflanke silber, darin schwarzes Wegkreuz mit Sockel, verjüngtem Schaft und gerahmtem Hochkreuz.“ |
| Wappen von Plascheid | Wappenbegründung: Die drei Zinnen im Schildhaupt beziehen sich auf drei markante Stockhäuser, die auf der Piescheider Höhe Jahrhunderte hindurch Bedeutung hatten. Das Grün weist auf die Land- und Forstwirtschaft hin, die beides tragende Elemente im Broterwerb der Piescheider waren. Das Hauptfeld zeigt die Farben Rot – Silber – Rot. Im silbernen Herzpfahl ist ein Kreuz dargestellt. Es steht am Weg nach Neuerburg und trägt die Inschrift HENERIKUS ROPPES VON PLASCHET 1762. Die Farben Rot – Silber – Rot weisen auf die Grafschaft Vianden hin, der Streifen in Silber – Schwarz – Silber auf die Herrschaft Neuerburg. Unter diesen Häusern war Plascheid über lange Zeit Sitz einer Meierei. |

## Kultur und Sehenswürdigkeiten

### Kulturdenkmäler
- Schaftnischenkreuz aus dem Jahre 1725 Lage
- Ein bildstockartiges Schaftkreuz von 1762 Lage

Siehe auch: Liste der Kulturdenkmäler in Plascheid

### Grünflächen und Naherholung
- Wanderrouten in und um Plascheid[11]

### Regelmäßige Veranstaltungen
- Jährliches Kirmes- bzw. Kirchweihfest am ersten Wochenende nach dem 15. Mai.
- Burgbrennen am ersten Wochenende nach Aschermittwoch (sogenannter Scheef-Sonntag)[12][13]

## Verkehr
Die Gemeinde wird von der Kreisstraße 60 (K 60) an das Straßennetz angeschlossen.